# Anciens ksour de Ouadane, Chinguetti, Tichitt et Oualata
Les anciens ksour de Ouadane, Chinguetti, Tichitt et Oualata en Mauritanie ont été inscrits sur la liste du patrimoine mondial de l'UNESCO en 1996. 
Les cités de Ouadane et Chinguetti sont situées dans la région de l'Adrar, Tichitt dans la région du Tagant et Oualata dans la région du Hodh El Chargui. 
Ces villes ont été fondées vers le XIe siècle pour procurer des haltes aux caravanes traversant le Sahara.  
Ces cités florissantes devinrent des foyers de la culture saharienne. Autrefois prospères, ces villes survivent aujourd'hui avec de nombreuses difficultés, non seulement en raison de la transformation radicale des routes commerciales, mais surtout à cause de l'avancée des sables du désert.  
| Ouadane Chinguetti Tichit Oualata |

Localisation des anciens ksour de Ouadane, Chinguetti, Tichitt et Oualata.